# Visserijplein
Het Visserijplein is het centrale plein in Rotterdamse wijk Bospolder/Tussendijken.
Het plein stamt uit de jaren twintig. Bij het bombardement op Rotterdam-West van 31 maart 1943 is de bebouwing rond het plein verwoest. In de jaren vijftig is de wijk herbouwd.
Sinds de jaren zestig wordt op het Visserijplein tweemaal per week een markt gehouden met 180 kramen. Deze markt was vóór de aanleg van tramlijn 6 in de Spanjaardstraat gevestigd.
Aan de noordzijde van het plein is in 1980 het wijkgebouw Pier 80 verschenen. Aan de westkant van het plein ligt het Gijsingplantsoen, waar het monument voor het bombardement te vinden is. In de volksmond is het plein bekend onder de naam Grote Visserijplein naar analogie van de aangrenzende Grote Visserijstraat.